# アーマライトAR-50
アーマライトAR-50はアーマライト社によって開発された単発式ボルトアクションライフルである。 

## 設計
AR-50は自身の重量と大型のマズルブレーキによって比較的小さいリコイルを実現している。重量はおよそ16キロ。銃身は発射時のブレを最小化するため厚く緻密に作られている。
機関部の外形は変形に耐えるためアーマライト社特製の八角形型をしている。三片のストックはアルミニウム製で、取り外し可能かつ垂直方向に調整可能な肩当てが付いている。

## AR-30
AR-50をベースに小口径化し、ボックスマガジンを追加した。

## 広告
狙撃銃並みの精度で大口径、対人というより装甲車やヘリコプターの破壊まで守備範囲に納める、いわば特殊な兵器であるが、アーマライト社はポスターを製作するなど販売（1丁3,700ドル）やイメージの維持に力をいれている。しかし2014年に製作したポスターは、ミケランジェロのダビデ像にAR-50を背負わせたものであり、イタリア政府などより著作権の侵害はもとより、あまりにも強力な武器を背負わせることがイメージに反するとして猛反発を受け話題となった。